# Quincuncina mitchelli
Quincuncina mitchelli és una espècie de mol·lusc bivalve pertanyent a la família Unionidae. Viu en rius grans i mitjans que tinguin fons de sorra, grava i/o còdols. Es troba als Estats Units (Nou Mèxic i Texas) i Mèxic (Coahuila de Zaragoza, Nuevo León i Tamaulipas), incloent-hi les conques dels rius Colorado, Pecos i Grande. No ha estat vist viu a Texas des de mitjans de la dècada de 1970, tot i que fou comú al centre d'aquest estat.